# Ilona Mądra
Ilona Barbara Mądra (ur. 3 grudnia 1966 w Poznaniu) – polska koszykarka grająca na pozycji skrzydłowej, reprezentantka kraju, mistrzyni Europy z 1999.
Córka Feliksa Mądrego i Barbary Jaszczuk. Ma syna Bartłomieja (ur. 1995), mieszka w Poznaniu.
W 1999 odznaczona Złotym Krzyżem Zasługi.
W styczniu 2011 wznowiła treningi i zasiliła zespół ekstraklasy Odrę Brzeg.

## Osiągnięcia
| Rok  | Impreza              | Miejsce      | Lokata |
| ---- | -------------------- | ------------ | ------ |
| 1993 | Mistrzostwa Polski   | Polska       | złoto  |
| 1994 | Puchar Ronchetti     | Poznań Parma | srebro |
| 1994 | Puchar Europy        | Poznań       | brąz   |
| 1994 | Mistrzostwa Polski   | Polska       | złoto  |
| 1999 | Mistrzostwa Europy   | Katowice     | złoto  |
| 1999 | Mistrzostwa Polski   | Polska       | srebro |
| 2000 | Igrzyska Olimpijskie | Sydney       | 8.     |